# Das Gut Stepantschikowo und seine Bewohner
Das Gut Stepantschikowo und seine Bewohner (russisch Село Степанчиково и его обитатели, Selo Stepantschikowo i jewo obitateli) ist ein 1858 entstandener Kurzroman von Fjodor Dostojewski, der erstmals im November und Dezember 1859 in der Zeitschrift „Die Vaterländischen Annalen“ (Otetschestwennye Sapiski) erschien.

## Handlung
Die Hauptfigur des Romans ist der etwa 40-jährige, früh verwitwete Oberst Jegor Rostanew. Er lebt auf dem von ihm geerbten Landgut Stepantschikowo zusammen mit seinen beiden Kindern sowie seiner ebenfalls verwitweten Mutter. Ebenfalls auf Rostanews Landgut lebt ein gewisser Foma Opiskin, früher ein unbedeutender Beamter, später Sekretär beim verstorbenen Ehemann von Rostanews Mutter, nun ein völlig untalentierter Schriftsteller, der jedoch seinem Werk und seiner eigenen, völlig nichtigen Persönlichkeit auf eine narzisstische Weise extrem viel Bedeutung beimisst. Die ungebildete, dumme Mutter Rostanews verehrt Foma, der in Stepantschikowo als Kostgänger leben darf und dort allseits Hochachtung genießt, auch wenn er immer wieder durch pseudo-intellektuelle Besserwisserei und Despotismus gegenüber der Dienerschaft auffällt. Ihren Sohn, auf dessen Kosten sie lebt, mag Rostanews Mutter hingegen nicht, da er seinerzeit geheiratet hat, ohne hierfür ihren Segen einzuholen. Als die heimliche Liebe Rostanews zu der viel jüngeren Gouvernante Nastenka mehr oder weniger offenbar wird, will seine Mutter, die sich von altmodischen Moralansichten Fomas beeinflussen lässt, die mögliche Ehe der beiden verhindern und besteht darauf, dass ihr Sohn stattdessen die alternde Millionenerbin Tatjana Iwanowna heiratet. Der charakterlose und gutmütige Rostanew, für den der Wille seiner Mutter heilig zu sein scheint, schreibt auf deren Bestehen seinem Neffen Sergei, einem in Sankt Petersburg lebenden Studenten, er möge nach Stepantschikowo kommen und die hübsche, jedoch mittellose Nastenka um ihre Hand bitten. Sergei, der im Roman als Ich-Erzähler die Handlung aus Sicht eines Augenzeugen schildert, fährt bald darauf dorthin. Die offensichtliche Heuchelei Fomas und der um diesen herrschende Personenkult widern ihn an, jedoch kann er zunächst gegen die vermeintliche Übermacht von Rostanews Mutter und Foma nichts tun. Als Foma Rostanew nachspioniert und ihn im Garten bei einem heimlichen Stelldichein mit Nastenka erwischt (womit auch Sergei klar wird, dass Nastenka nur Rostanew liebt und dass dessen Brief wohl nur widerwillig geschrieben worden ist), stellt er die beiden am darauffolgenden Tag vor allen Hausbewohnern bloß. Rostanew wirft ihn in einem Wutanfall aus dem Haus, muss jedoch seiner Mutter nachgeben, die ihn weinend anfleht, Foma wieder zurückzuholen. Nachdem er das getan hat, stellt sich Foma großherzig und erteilt Rostanew und Nastenka seinen Segen, wodurch er noch mehr Hochachtung seitens der Bewohner von Stepantschikowo erfährt, die ihm auch Rostanew zollt. Nachdem Foma einige Jahre später verstirbt (darüber erfährt der Leser in der zusammenfassenden Schilderung des Schlusskapitels) und Rostanew und Sergei dessen zurückgebliebene Manuskripte in Augenschein nehmen, wird die Nichtigkeit Fomas als Schriftsteller und Künstler endgültig klar („sie [die Manuskripte] stellten sich allesamt als der elendeste Schund heraus“).

## Hintergrund
Der Kurzroman wurde nach seiner Fertigstellung 1859 in der Zeitschrift Otetschestwennyje Sapiski veröffentlicht und 1860 erstmals als Buch gedruckt. Damals stieß das Buch bei der Kritik überwiegend auf ein kühles Echo, erst nach Dostojewskis Tod wurde insbesondere die Schilderung der Figur des scheinheiligen Heuchlers Foma Opiskin überaus populär. Vereinzelt sahen Literaturkritiker in dieser Figur Anleihen an den Molièreschen Tartuffe oder auch an den Schriftsteller Nikolai Gogol. Auch einige andere Figuren des Buches wirken mit ihrer bedingungslosen Verbeugung vor Foma sehr komisch; zu nennen ist etwa der Diener Widopljassow, der sich immer wieder erfolglos als Dichter versucht (seine Verse betitelt er selbst als Widopljassows Wehklagen (russ. Вопли Видоплясова); nach dieser Bezeichnung nannte sich 1987 die ukrainische Rockband Vopli Vidopliassova).

## Adaption
Das Tschechow-Kunsttheater Moskau brachte die Geschichte 1917 in einer Dramenbearbeitung auf die Bühne.